# Мандрика Георгій Якимович
Мандри́ка Гео́ргій Яки́мович (10 квітня 1869, Київ, Російська імперія — 6 травня 1937, Харбін, Китай) — командувач 2-го Січового Запорізького корпусу військ Центральної Ради.

## Біографія
Народився у місті Київ.
Закінчив Київський Володимирський кадетський корпус, 2-ге військове Костянтинівське училище (у 1888 році), вийшов підпоручиком до 4-ї артилерійської бригади. Згодом перейшов до 24-ї артилерійської бригади. Закінчив Миколаївську академію Генерального штабу за 1-м розрядом (у 1896 році). Служив у штабах Варшавського та Приамурського військових округів. З 6 грудня 1904 року — полковник. Брав участь у Російсько-японській війні, був начальником штабу кінного загону генерала П. Міщенка. Учасник оборони Порт-Артура. Нагороджений Георгіївською зброєю. З 4 серпня 1906 року — начальник штабу 2-ї Східно-Сибірської стрілецької дивізії. З 8 червня 1909 року — командир 23-го Східно-Сибірського стрілецького полку (місто Хабаровськ). З 12 листопада 1914 року — генерал-майор З 20 травня 1916 року — начальник штабу 56-ї піхотної дивізії. З 23 липня 1917 року — генерал-лейтенант, начальник 16-ї піхотної дивізії.
З 29 листопада 1917 року — начальник 2-го Січового Запорізького (51-го армійського) корпусу військ Центральної Ради. У 1918 році перебував у резерві Генерального штабу Української Держави.
З 4 липня 1919 року — у резерві офіцерів Генерального штабу при ставці адмірала Колчака в Омську. З 27 серпня 1919 року — «керуючий розвантаженням від зайвих офіцерів головних управлінь військового міністерства та ставки Колчака». Учасник Сибірського Льодового походу, в якому відморозив обидві ноги. Проходив лікування в Красноярську (1920—1921) та Омську (1922—1923).
10 грудня 1924 прибув із Владивостоку до Харбіну. З березня 1925 до 1 січня 1930 служив у відділі статистики комерційної служби економічного бюро КВЖД.
Протягом 1932—1933 член української колонії в Харбіні.
Помер 6 травня 1937 та похований на Новому Успенському цвинтарі міста Харбін.